# Balewal
Balewal est une localité du Cameroun située dans l'arrondissement de Bogo, le département du Diamaré et la région de l’Extrême-Nord.

## Population
En 1975, la localité comptait 19 habitants, dont 10 Peuls et 9 Mousgoum.
Lors du recensement de 2005, on y a dénombré 63 personnes.